# Toki o kakeru shōjo (film, 2010)
Pour les articles homonymes, voir Toki o kakeru shōjo.
Pour plus de détails, voir Fiche technique et Distribution.
Toki o kakeru shōjo (時をかける少女, alias : Time Traveller: The Girl Who Leapt Through Time), est un film de science-fiction japonais, réalisé par Masaaki Taniguchi, avec Riisa Naka dans le rôle principal, sorti le 13 mars 2010 au Japon.
C'est la quatrième adaptation cinématographique de la nouvelle La Traversée du temps de Yasutaka Tsutsui parue dans les années 1960, après le film de 1983 avec Tomoyo Harada, celui de 1997 avec Nana Nakamoto, et le film anime de 2006 dont Riisa Naka doublait déjà l'héroïne. 
Le scénario ne reprend cependant pas exactement la trame de l'histoire originale : ici, c'est l'héroïne du film, vivant en 2010, qui retourne dans le passé dans les années 1970 pour y rencontrer l'héroïne de la nouvelle (qui y rencontrait un mystérieux visiteur du futur).

## Synopsis
En 2010, Kazuko Yoshiyama (Narumi Yasuda) travaille comme un chercheuse pharmaceutique et développe secrètement une formule pour voyager dans le temps. Après un accident de voiture, elle se retrouve dans le coma. Elle reprend brièvement conscience et dit à sa fille Akari de voyager dans le temps en 1972 (en buvant la formule) afin de délivrer un message à son premier amour, Kazuo Fukamachi (Kanji Ishimaru). Elle rate sa destination et la date d'arrivée et atterri en 1974. Elle se lie d'amitié avec Ryota Mizorogi (Akinobu Nakao), qui lui permet de rester dans son appartement jusqu'à ce qu'elle puisse retourner à son époque et de mener à bien sa mission.

## Fiche technique
- Titre original : Toki o kakeru shōjo (時をかける少女?)
- Réalisation : Masaaki Taniguchi
- Scénario : Tomoe Kanno d'après la nouvelle La Traversée du temps de Yasutaka Tsutsui
- Photographie : Shōgo Ueno
- Montage : Ryūji Miyajima
- Direction artistique : Aiko Funaki
- Musique : Tatsuya Murayama
- Pays de production :  Japon
- Langue originale : japonais
- Format : couleur - 1,85:1 - 35 mm - Dolby Digital
- Genre : science-fiction, film romantique
- Durée : 122 minutes
- Date de sortie :
  - Japon : 13 mars 2010[1]

## Distribution
- Riisa Naka : Akari
- Akinobu Nakao : Ryota
- Narumi Yasuda : Kazuko
- Masanobu Katsumura : Goro
- Kanji Ishimaru : Kazuo
- Munetaka Aoki (en) : Gotetsu